# 宮川亮
宮川 亮（みやがわ りょう、1961年9月17日 - ）は、株式会社エヌ・エス・エル所属の選曲家・コラージュニスト・音楽プロデューサー。

## 来歴
- 1961年、東京都新島村出身。都立全寮制高校卒(13期)。東放学園専門学校を経て株式会社エヌ・エス・エルに入社。執行役員クリエイティブヘッド。
- 古くからのサラウンド音響に注目し独自のサラウンドサウンドデザイン概念を持ち合わす。また、ミュージックコンクレートとも言える「サウンドコラージュ」を得意とし楽器等を使わず音響作品を作る。
- 本人は「サウンドコラージュニスト」という肩書きでテレビや映画等で選曲を含めたコラージュを行っている。
- 趣味はサウンドスケープス探し。自転車（bd1）での都内移動。なお、ツイッターでの@demryoのdemは新島の実家の屋号ディームから。

## 担当番組
- おかずな夜
- アニマムンディ
- 高城剛X（テレビ大阪）
- THE世界遺産
- 吉田類の酒場放浪記
- 郷愁の街角ラーメン
- 小山薫堂 東京会議（BSフジ）